# Adelheid von Sachsen-Meiningen (1891–1971)

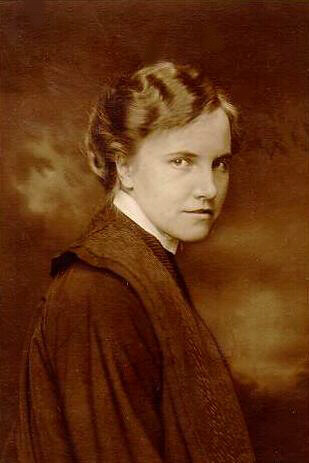
Adelheid von Sachsen-Meiningen, Prinzessin von Preußen

Adelheid Erna Karoline Marie Elisabeth von Sachsen-Meiningen (* 16. August 1891 in Kassel; † 25. April 1971 in La Tour-de-Peilz) war eine Prinzessin von Sachsen-Meiningen. Durch Heirat wurde sie Prinzessin von Preußen und Mitglied der kaiserlichen Familie im wilhelminischen Deutschland. Dem Brauch der Zeit entsprechend wurde sie öffentlich gemeinhin als Prinzessin Adalbert (nach ihrem Ehemann) bezeichnet.

## Leben
Adelheid, im Familienkreis „Adi“ genannt, war eine Tochter des Prinzen Friedrich von Sachsen-Meiningen (1861–1914) aus dessen Ehe mit Adelheid zur Lippe-Biesterfeld (1870–1948), Tochter des lippischen Grafregenten Ernst zur Lippe-Biesterfeld (1842–1904). Damit entstammte sie dem herzoglichen Haus Sachsen-Meiningen, einer jüngeren Linie der ernestinischen Wettiner.
Sie heiratete kurz nach Ausbruch des Ersten Weltkrieges am 3. August 1914 in Wilhelmshaven Prinz Adalbert von Preußen, den dritten Sohn des deutschen Kaisers Wilhelm II.
Die als sehr harmonisch beschriebene Ehe festigte erneut die Beziehungen Preußens mit Sachsen-Meiningen, welches in der Deutschen Frage noch auf Seiten Österreichs gestanden hatte (auch Adelheids Großvater Georg II. und ihr Onkel Bernhard III. waren mit preußischen Prinzessinnen verheiratet). Wenige Tage nach der Hochzeit fiel Adelheids Vater als preußischer Generalleutnant in der Schlacht von Namur.
In der ausgehenden „Kaiserzeit“ waren diverse Ansichtskarten mit verschiedenen Porträts der populären Prinzessin Adalbert verbreitet. Teils handelte es sich um Wohlfahrtskarten, mit deren Verkaufserlös von Adelheid ausgewählte soziale Projekte während des Ersten Weltkriegs unterstützt wurden.
Das Paar lebte bis 1919 in Kiel, wo Adelheid ihre letzten beiden Kinder zur Welt brachte. Das älteste, Prinzessin Viktoria Marina, verstarb noch am Tag der Geburt am 4. September 1915 in Wilhelmshaven. Die 1917 geborene zweite Tochter erhielt ebenfalls den Namen Viktoria Marina. Nach dem Ende der Monarchie (siehe Novemberrevolution) und der Geburt des Sohnes Wilhelm Viktor verließ die Familie Kiel und lebte fortan zurückgezogen in Bad Homburg vor der Höhe. Dort erwarb Adalbert eine 1910 errichtete Jugendstilvilla, die nach der Prinzessin Villa Adelheidswert benannt wurde.
Da ihre gesundheitlichen Probleme jedoch häufige Aufenthalte in der Schweiz erforderlich machten, siedelte die Familie 1928 schließlich dauerhaft dorthin über. In den ersten Jahren lebte das Paar unter dem Pseudonym „Graf und Gräfin von Lingen“.
Nach dem Tode ihres Mannes am 22. September 1948 unterhielt Adelheid außer zu ihrer Schwägerin, der Kaisertochter Viktoria Luise, kaum noch Kontakte zum Haus Hohenzollern. Sie verstarb am 25. April 1971 im Alter von 79 Jahren in La Tour de Peilz am Genfersee.

## Prinzessin-Adalbert-Marinegenesungsheime
Unter den karitativen Aktivitäten Adelheids sind die Prinzessin-Adalbert-Marinegenesungsheime hervorzuheben, die unter der Schirmherrschaft und maßgeblichen Beteiligung ihrer Namensgeberin in Bayern und Schleswig-Holstein entstanden, „...um den Angehörigen unserer Seestreitkräfte und des Marinekorps in Flandern nach anstrengendem Kriegsdienste die notwendige Ruhe und Erholung zu geben.“ Es handelte sich dabei um die ersten Erholungsheime für deutsche Marineangehörige während entsprechende Einrichtungen für das Heer „schon lange und in größerer Zahl“ zur Verfügung standen. Beide Heime wurden, nur wenige Monate vor Kriegsende, im Juli 1918 eröffnet.

### Am Kellersee

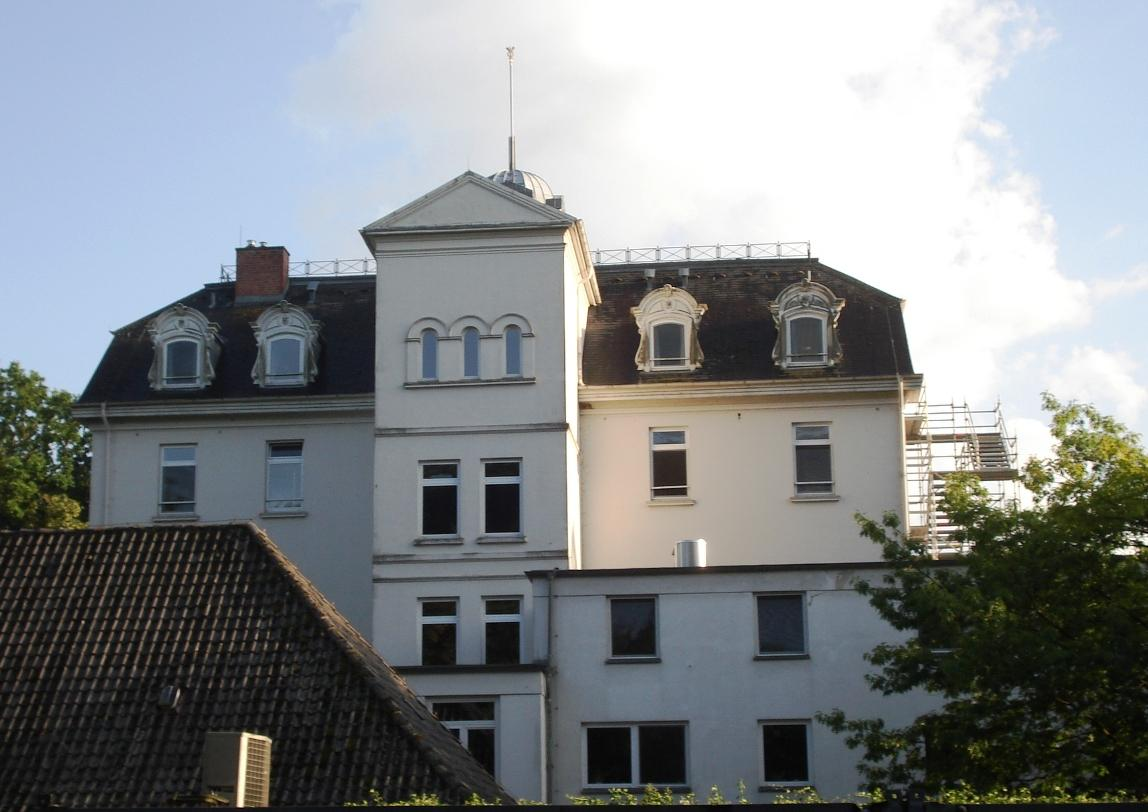
Rückansicht des ehemaligen Marinegenesungsheims am Kellersee

Am 20. Mai 1885 eröffnete der Eutiner Kaufmann Johann Friedrich Janus (1836–1903) in Krummsee (bei Malente) am Kellersee das Hotel „Holsteinische Schweiz“, welches sich großer Beliebtheit erfreute und der heutigen Ferienregion ihren Namen gab. Als während des Ersten Weltkriegs die Gäste ausblieben, wurde die Hotelanlage verkauft und als Prinzessin-Adalbert-Marinegenesungsheim für den Aufenthalt von etwa 120 Deckoffizieren, Unteroffizieren und Mannschaften hergerichtet. Daneben konnten auch 20 Offiziere untergebracht werden, denen eine längere Abwesenheit von ihren Stützpunkten nicht möglich war. Das aus Spenden der Bevölkerung, dem Nachlass Johannes Vahldieks und Mitteln des Prinzenpaares finanzierte Heim wurde „dem Reichsmarineamt mit dem zum Unterhalt erforderlichen Kapital übergeben“ und ging damit in Besitz und Verwaltung der kaiserlichen Marine über. Später wurde es unter dem Namen Marinegenesungsheim »Holsteinische Schweiz« genutzt. Seit 1966 beherbergt das historische Gebäude die Landesfinanzschule.

### Bei Berchtesgaden
Vorläufer der in ca. 1.000 Metern Höhe gelegenen Anlage auf dem Obersalzberg bei Berchtesgaden war das Hotel Antenberg, welches der Unternehmer Carl von Linde 1917 auf Betreiben Prinz Adalberts und um seine „vaterländische Gesinnung zu erweisen“, an den Marine-Offiziers-Verband e.V. verkaufte. Als Adalberthaus diente es zusammen mit dem (nach der Tochter des Prinzenpaares benannten) Haus Viktoria Marina als Erholungsheim für Offiziere und Beamte der Marine sowie deren Ehefrauen. Nach dem Ende der Monarchie wurde das Prinzessin-Adalbert-Marinegenesungsheim zunächst weiter unter diesem Namen genutzt, später wird die Bezeichnung Marine-Offiziersheim Hotel »Antenberg« gebraucht. 1935, in der Zeit des Nationalsozialismus, wurde es durch Martin Bormann aufgekauft, dem Führersperrgebiet Obersalzberg zugeschlagen und bald darauf im Zuge des Ausbaus von Adolf Hitlers Residenz Berghof abgerissen.

## Gegenwart
Die Ansichtskarten mit Adelheids Porträt gelten, wie alle Ansichtskarten aus jener Zeit, als kulturhistorische Dokumente und werden von entsprechend spezialisierten Philokartisten gesammelt. In einschlägigen Onlineshops findet sich ein umfangreiches Angebot.
Die nach ihr benannte Villa Adelheidswert in Bad Homburg ist als Kulturdenkmal in die Hessische Denkmalliste eingetragen. Sie beherbergt ein Architekturbüro und wird für kulturelle Veranstaltungen wie Ausstellungen und Konzerte genutzt.

## Familie

### Vorfahren
| Ahnentafel Adelheid von Sachsen-Meiningen  | Ahnentafel Adelheid von Sachsen-Meiningen                                                                    | Ahnentafel Adelheid von Sachsen-Meiningen                                                              | Ahnentafel Adelheid von Sachsen-Meiningen                                                                 | Ahnentafel Adelheid von Sachsen-Meiningen                                                             | Ahnentafel Adelheid von Sachsen-Meiningen                                                              | Ahnentafel Adelheid von Sachsen-Meiningen                                                                                | Ahnentafel Adelheid von Sachsen-Meiningen                                                                         | Ahnentafel Adelheid von Sachsen-Meiningen                                                                                               |
| ------------------------------------------ | --- | --- | --- | --- | --- | --- | --- | --- |
| Ururgroßeltern                             | Herzog Georg I. von Sachsen-Meiningen (1761–1803) ⚭ 1782 Louise Eleonore zu Hohenlohe-Langenburg (1763–1837) | Landgraf und Kurfürst Wilhelm II. von Hessen-Kassel (1777–1847) ⚭ 1797 Auguste von Preußen (1780–1841) | Fürst Karl Ludwig zu Hohenlohe-Langenburg (1762–1825) ⚭ 1789 Amalie Henriette zu Solms-Baruth (1768–1847) | Fürst Emich Carl zu Leiningen (1763–1814) ⚭ 1803 Victoire von Sachsen-Coburg-Saalfeld (1786–1861)     | Graf Wilhelm Ernst zur Lippe-Biesterfeld (1777–1840) ⚭ 1803 Modesta von Unruh (1781–1854)              | Friedrich Ludwig zu Castell-Castell (1791–1875) ⚭ 1816 Friederike Christiane Aemilia zu Hohenlohe-Langenburg (1793–1859) | Reichsgraf Caesar Alexander Scipio von Wartensleben (1785–1851) ⚭ 1808 Friederike Wilhelmine von Gfug (1789–1831) | Arnold Halbach (1787–1869) ⚭ 1821 Johanna Karoline Mathilde Bohlen (1800–1882) (Stammeltern der Unternehmerdynastie Bohlen und Halbach) |
| Urgroßeltern                               | Herzog Bernhard II. von Sachsen-Meiningen (1800–1882) ⚭ 1825 Marie von Hessen-Kassel (1804–1888)             | Herzog Bernhard II. von Sachsen-Meiningen (1800–1882) ⚭ 1825 Marie von Hessen-Kassel (1804–1888)       | Fürst Ernst I. zu Hohenlohe-Langenburg (1794–1860) ⚭ 1828 Feodora zu Leiningen (1807–1872)                | Fürst Ernst I. zu Hohenlohe-Langenburg (1794–1860) ⚭ 1828 Feodora zu Leiningen (1807–1872)            | Graf Julius zur Lippe-Biesterfeld (1812–1884) ⚭ 1839 Adelheid Klothilde zu Castell-Castell (1818–1900) | Graf Julius zur Lippe-Biesterfeld (1812–1884) ⚭ 1839 Adelheid Klothilde zu Castell-Castell (1818–1900)                   | Graf Leopold Otto von Wartensleben (1818–1846) ⚭ 1841 Mathilde Halbach (1822–1844)                                | Graf Leopold Otto von Wartensleben (1818–1846) ⚭ 1841 Mathilde Halbach (1822–1844)                                                      |
| Großeltern                                 | Herzog Georg II. von Sachsen-Meiningen (1826–1914) ⚭ 1858 Feodora zu Hohenlohe-Langenburg (1839–1872)        | Herzog Georg II. von Sachsen-Meiningen (1826–1914) ⚭ 1858 Feodora zu Hohenlohe-Langenburg (1839–1872)  | Herzog Georg II. von Sachsen-Meiningen (1826–1914) ⚭ 1858 Feodora zu Hohenlohe-Langenburg (1839–1872)     | Herzog Georg II. von Sachsen-Meiningen (1826–1914) ⚭ 1858 Feodora zu Hohenlohe-Langenburg (1839–1872) | Grafregent Ernst zur Lippe-Biesterfeld (1842–1904) ⚭ 1869 Karoline Gräfin von Wartensleben (1844–1905) | Grafregent Ernst zur Lippe-Biesterfeld (1842–1904) ⚭ 1869 Karoline Gräfin von Wartensleben (1844–1905)                   | Grafregent Ernst zur Lippe-Biesterfeld (1842–1904) ⚭ 1869 Karoline Gräfin von Wartensleben (1844–1905)            | Grafregent Ernst zur Lippe-Biesterfeld (1842–1904) ⚭ 1869 Karoline Gräfin von Wartensleben (1844–1905)                                  |
| Eltern                                     | Friedrich von Sachsen-Meiningen (1861–1914) ⚭ 1889 Adelheid zur Lippe-Biesterfeld (1870–1948)                | Friedrich von Sachsen-Meiningen (1861–1914) ⚭ 1889 Adelheid zur Lippe-Biesterfeld (1870–1948)          | Friedrich von Sachsen-Meiningen (1861–1914) ⚭ 1889 Adelheid zur Lippe-Biesterfeld (1870–1948)             | Friedrich von Sachsen-Meiningen (1861–1914) ⚭ 1889 Adelheid zur Lippe-Biesterfeld (1870–1948)         | Friedrich von Sachsen-Meiningen (1861–1914) ⚭ 1889 Adelheid zur Lippe-Biesterfeld (1870–1948)          | Friedrich von Sachsen-Meiningen (1861–1914) ⚭ 1889 Adelheid zur Lippe-Biesterfeld (1870–1948)                            | Friedrich von Sachsen-Meiningen (1861–1914) ⚭ 1889 Adelheid zur Lippe-Biesterfeld (1870–1948)                     | Friedrich von Sachsen-Meiningen (1861–1914) ⚭ 1889 Adelheid zur Lippe-Biesterfeld (1870–1948)                                           |
| Adelheid von Sachsen-Meiningen (1891–1971) | | | | | | | | |

### Nachkommen
Aus ihrer Ehe mit Adalbert von Preußen hatte Adelheid drei Kinder:
- Viktoria Marina (*/† 4. September 1915),
- Viktoria Marina (* 11. September 1917; † 21. Januar 1981)

⚭ 1946 (gesch. 1962) Kirby William Patterson (1907–1984),
- Wilhelm Viktor (* 15. Februar 1919; † 7. Februar 1989)

⚭ 1944 Marie Antoinette Hoyos, Freiin zu Stichsenstein (1920–2004).